# Subiect de drept
Se consideră subiect de Drept o unitate (o entitate) ideală (mentală, conceptuală) conformată dintr-o sumă de responsabilități și de drepturi; fiind acea unitate asupra căreia incide direct legea echipând-o  cu corespunzătoare drepturi și obligații. Pentru materia numită Drept, unicul subiect de Drept existent este conceptul persoană, concept care poate fi de existență ideală (imaginată, abstractă) sau de existență vizibilă (palpabilă, concretă). Persoanelor ne-născute încă (fătul), li se recunosc drepturi din chiar momentul concepției.
Actualul Cod civil Peruan face mențiune în Titlul I, Art. 1, că " Persoana umană este subiect de Drept de la a sa naștere. Viața umană începe odata cu concepția". Potrivit lui Carlos Fernández Sessarego, viața omului apare din momentul concepției (singamia / fecundatia) și nu, așa cum alții susțin, că viața ar incepe deodată cu începerea activității cerebrale (între a 43-a și a 45-a zi de la momentul fecundației).

## Persoană
Definiție: Se considera persoană "orice entitate susceptibilă a asimila drepturi și a contracta obligații."
Persoanele pot fi:
- De existență vizibilă , naturale sau persoane fizice.
- De existență ideală (de reprezentare mentală) sau, altfel spus persoană juridică sau persoana morală.

## Clasificări
Subiecții de Drept pot fi subiecți individuali sau subiecți colectivi.
- Subiectul individual (de Drept) este totuna cu ceea ce se numește persoana naturală (sau persoana fizică), adică oricare dintre acei indivizi aparținând speciei umane, care este capabil a asimila drepturi și a contracta obligații.

În anumite legislații, precum cea peruană, fătul se consideră subiect de Drept, și i se atribuie drepturi patrimoniale în toate cazurile în care se naște viu.
- Subiecții colectivi de Drept se constituie ca si (sau sunt totuna cu) conceptul persoană juridică.

În legislația civilă peruană, se recunoaște de asemenea ca subiect colectiv de Drept, acea organizație neînregistrată, adică grupul de persoane naturale sau grupul de persoane juridice, percepute ca centru imputațional (vezi "input / output), dar nu al acelora care nu isi obțin propria lor înregistrare în Registrele Publice (fiind zisa înregistrare condiție sine qua non care definește constituția unei persoane juridice).

## Bibliografía
VARSI ROSPIGLIOSI, Enrique: Tratado de Derecho de las personas, 1ra. edición, Lima, Coedición Universidad de Lima - Gaceta Jurídica, Lima, Mayo 2014.
ISBN 978-612-311-183-0
- La persona o sujeto de derecho
- Los Sujetos de Derecho Arhivat în 23 octombrie 2012, la Wayback Machine.